# Антикризовий менеджмент
Антикри́зовий ме́неджмент — процес застосування форм, методів і процедур, направлених на соціально-економічне оздоровлення фінансово-господарської діяльності індивідуального підприємця, підприємства, галузі, створення і розвиток умов для виходу з кризового стану економіки регіону або країни в цілому.
Основними кризами, до яких має схильність фінансово-господарча діяльність суб'єктів економіки, вважаються стратегічна криза, тактична криза і криза платоспроможності. Криза на рівні регіону або держави може виявлятися у вигляді втрати здатності економіки функціонувати в режимі розширеного відтворення, втрати фінансової стійкості, неефективного державного регулювання економічних процесів, погіршення рівня і якості життя населення.

## Кризові чинники
До виникнення кризи на рівні господарюючих суб'єктів приводять чинники:
- зовнішні чинники — незбалансована грошово-кредитна і бюджетно-податкова політика, незадовільна структура доходів і витрат населення, нестабільність функціонування базових політико-правових інститутів, відставання в науково-технічному розвитку, конкуренція;
- внутрішні чинники — помилки у виробничій, фінансовій, маркетинговій стратегії, нераціональне використання ресурсів, непрофесійний менеджмент, низький рівень організаційної і корпоративної культури;
- інформаційні чинники — невідповідність дійсності інформації, що використовується при керуванні об'єктом внаслідок політичних факторів, маркетингової стратегії контрагентів та/або конкурентів чи управління підсистемами об'єкта, спрямованого на переслідування цілей за межами завдань проекту.

Криза на рівні окремого регіону або держави в цілому виникає в результаті реалізації таких чинників:
- деформація структури регіональної або національної економіки у бік пріоритетного розвитку однієї або декількох зв'язаних галузей;
- збільшення майнового розшарування населення;
- криміналізація державного управління і господарської діяльності;
- ослаблення системи державного управління і контролю.

## Напрями антикризового управління
За основні напрями антикризового управління на рівні господарюючого суб'єкта вважаються постійний моніторинг фінансово-економічного стану підприємства, розробка нових управлінської, фінансової і маркетингової стратегій, скорочення постійних і змінних витрат, підвищення продуктивності праці, залучення засобів засновників, посилення мотивації персоналу.
До заходів регіонального або національного рівня зараховуються коригування фінансово-економічної, соціальної, науково-технічної, інвестиційної, зовнішньоекономічної політики, виявлення і прогнозування внутрішніх і зовнішніх погроз економічній стабільності, розробка комплексу оперативних і стратегічних заходів з подолання негативних чинників, зміцнення контролю, правопорядку, дотримання законодавства.